# إلبيردغ روس
إلبيردغ روس (بالإنجليزية: Elbridge Ross)‏ هو لاعب هوكي جليد أمريكي، ولد في 2 أغسطس 1909 في بوسطن في الولايات المتحدة، وتوفي في 13 نوفمبر 1980 في سانت بيترسبرغ في الولايات المتحدة.

## وصلات خارجية
- إلبيردغ روس على موقع EliteProspects.com (الإنجليزية)
- إلبيردغ روس على موقع أوليمبيديا (الإنجليزية)